# Addanki
 (mai 2024).
Si vous disposez d'ouvrages ou d'articles de référence ou si vous connaissez des sites web de qualité traitant du thème abordé ici, merci de compléter l'article en donnant les références utiles à sa vérifiabilité et en les liant à la section « Notes et références ».
Addanki est une ville du district de Bapatla dans l'État d'Andhra Pradesh en Inde.
Elle est à 38 kilomètres au nord-ouest d'Ongole.
Selon le recensement de l'Inde de 2011, la localité compte une population de 60 850 habitants.